# オーヴェルニュ語
オーヴェルニュ語（オーヴェルニュご、英:AuvergnatまたはAuvergnat language、現地名:auvernhat） はフランスのマッシフ・サントラルの一部で話される地方言語または方言で、その大半がオーヴェルニュ地域圏であることからこの名前が付けられた。
一般的にはオック語の方言として分類されているが、言語学者の中にはそれをロマンス諸語での正式言語と考える者もいる。21世紀初頭における話者はオーヴェルニュ地域圏に約8万人で、この言語は深刻な脅威にさらされている。

## 分類
オーヴェルニュ語は、インド・ヨーロッパ語族 、イタリック語派、ロマンス諸語、イタロ・西ロマンス語、ガロ・イベリア語、ガロ・ロマンス語、オック語、のカテゴリ（またはサブカテゴリ）に分類される。

## 地理的分布
オーヴェルニュ語の有効な境界線は、現在のオーヴェルニュ地域またはオーヴェルニュの歴史的地域と完全に一致はしないものの、次の通りである。
- ピュイ＝ド＝ドーム県の全域。
- サン＝フルールとモーリアックを中心としたカンタル県の大部分[5]。
- ビバロ・アルピーネ語を話すイッサンジョーを除いたオート＝ロワール県の大部分。
- アリエ県の南半分、またはブルボネー地域でのヴィシーやモンリュソン付近（北半分は伝統的にフランス語を話す）。
- リムーザン地域圏の東部周辺、コレーズ県の行政域でボール＝レ＝ゾルグ（フランス語版）やユセル付近。ここはオーヴェルニュ地域圏とリムーザン地域圏の境界域にあたる。
- ロワール県西側にあるノワレターブルとラシャンバ（フランス語版）の自治体。

### より詳細なオーヴェルニュ語の境界

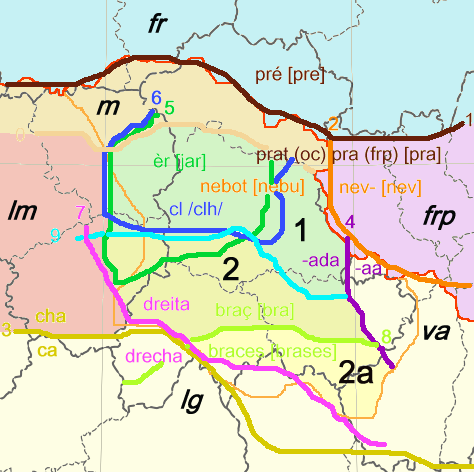
オーヴェルニュ語の分布

これらは専門家の間でも意見の食い違い（例えばPierre Bonnaudと、Roger Teulat）が見られるが、次の通り。

#### 言語の境界
- 1: pratus（ラテン語で牧草地）> pra （オック語、フランコ・プロヴァンサル語）vs. pré （フランス語）
- 2: nepos （ラテン語で甥）> nebot （オック語）vs. neveu… （フランス語、フランコ・プロヴァンサル語）

frと記された水色領域はフランス語系のオイル語。frpと記された紫領域はフランコ・プロヴァンサル語。

#### 方言の境界
- 0: 北部にはパロクシトン（英語版）[注釈 1]、がない。クロワッサン地域で話されるオック語にしばしば付けられる名称のマルショワ方言（Marchois dialect）を定義する。mと記された肌色領域は、マルショワ方言の1つである。
- 3: ca/chaの境界が、北オック語（リムーザン語、オーヴェルニュ語、ビバロ・アルピーネ語、マルショワ方言）と南オック語（ガスコーニュ語 、ラングドック語、プロヴァンス語 ）とを分離した。それはカンタル県における、7に沿った、オーヴェルニュ語の境界の一部である。lmの領域がリムーザン語、va領域がビバロ・アルピーネ語、lg領域がラングドック語。
- 4: 女性形における-ada は、母音に挟まれたd を失って-aaとなった。これがオーヴェルニュ語とビバロ・アルピーネ語を分離している（ビバロ・アルピーネ語もう一つの特徴、一人称の現在直説法における-o [u],もほぼ同じ境界である）。

#### 境界の定義
これらはオーヴェルニュ語全体の特徴ではなく、境界の定義を可能にしたものである。
- 5,6: Pierre Bonnaudによると、これらはオーヴェルニュ語の中核に該当する。それらはオーヴェルニュ語の西側境界のために使用されるかもしれない。エリア5にはèrの発音[jaR]（[ɛR]辺り）があり、エリア6にはcl の[kʎ]または[çʎ]への口蓋化がある。
- 7: 南東の境界はdreita と drechaの間で対立（発音の違い）がある。

8：これは南側境界のためである。braç の複数形が単数形と同じ発音であり、その特徴だけが区別を可能にしている。
なお、大半のオック語話者は、南側境界を定義するのに8よりもむしろ7を使う。

#### 内部のバリエーション
境界定義の一部は、内部バリエーションを定義することができる。（低地）北 オーヴェルニュ語と（高地）南オーヴェルニュ語の間にある最も伝統的なものとして、[k]、[p]、[t]の前でのs 変化がある（9の水色線）。Teulatによって定義される低地オーヴェルニュ語は、地図上で1と記された薄緑色の領域である。 同じく高地オーヴェルニュ語が、2と記された薄い黄土色の領域である。北西オーヴェルニュ語が5と6で定義されることもある。Bonnudによると、北東部（5と6の西、 9の北）はフランス語の音韻の影響を強く受けている。

## 下位方言
オーヴェルニュ語は、リムーザン語やビバロ・アルピーネ語と共に、北オック語の方言グループ内に最もよく分類される。
オーヴェルニュ語には2つの主な区別がある。
- 北オーヴェルニュ語（仏:nord-auvergnatまたはbas-auvergnat） は、ピュイ＝ド＝ドーム県とアリエ県（ブルボネー）とオート＝ロワール県北部のブリウドにて話される。
  - アリエ県南部では、地方の北オーヴェルニュ語がフランス語の影響を強く受けているものの、オーヴェルニュ語の言語特性は依然として支配的である。ル・クロワッサン（le Croissant）と呼ばれる、このフランス語への変遷領域にはリムーザン北縁が含まれる。
- 南オーヴェルニュ語（仏:'sud-auvergnatまたはhaut-auvergnat）は、カンタル県、オート＝ロワール県（アルデシュ県の一部とロゼール県の大半も含む）で話される。

オーヴェルニュ語がオック語とは別の独立した言語であるという提案は、言語学者、特にロマンス諸語の言語学者にはほとんど支持されていない。 強く支持しているのはオーヴェルニュ語の標準化を支持する人々だけという状況である。

## オーベルニュ語の現状
オーヴェルニュ語の活用状況ほかの現状は、オーヴェルニュ地方で2006年に実施された調査から見て取れる。
オーヴェルニュ地方で話されている言語の最大グループは、パトワ語（patois,人口の78％）と呼ばれるもので、それ以外の特定言語との比較はオーヴェルニュ語（10％）、オック語（8％） ブルボネー語（5％）またはラングドック語（4％）である。
地方言語は、オック語（オーヴェルニュ地域全体）またはオイル語（アリエ県北部）であっても各地域において強い存在感がある。
- 61％が自分たちの地域言語を多少なりとも理解していると主張し、22％はそれを簡単にまたは完全に理解すると主張している。
- 42％がそれを多少なりとも話せると主張し、12％はそれを簡単だと主張する。
- 29％がオーヴェルニュ語を多少なりとも読んでいると主張し、10％は簡単だと主張する。
- 17％がオーヴェルニュ語を多少なりとも書くと主張し、4％はそれを簡単だと宣言する。

人口の大部分が、若干なら理解したり話したりもするが、その言語での読み書き方法は分からない。
先の調査では、わが子に自分達の言語を教えなかった大人の40％がそれを後悔していると、同調査で報告されている。人口統計が35人以下の地域ではこの後悔が大きく、58％に達する。地域言語の学習を学校に組み込んで欲しいとの要望は、オート＝ロワール県（53％）、ピュイ＝ド＝ドーム県（51％）、カンタル県（74％）である。地域住民の71％が地域の言語と文化を維持するという考えに好意的であり、さまざまな機関にその役割が期待されている。
- オーヴェルニュ、地方のテレビ番組は地域の言語番組を提供するべきだ（54％）。
- 地域（54％）、国家教育（43％）、文化省（42％）やコミュニティが、オーヴェルニュの言語や文化を発展させ、次世代へ受け渡していく最適な場所だと、大半のオーヴェルニュ話者にみなされている。

## 著者
オーヴェルニュ語で出版した著者は次のとおり。
- Pierre Bonnaud
- Daniel Brugès
- アントワーヌ・クレ（Antoine Clet、1705-1785)
- François Cognéras
- Étienne Coudert
- Andrée Homette
- Karl-Heinz Reichel
- Jean Roux
- Henri-Antoine Verdier, 『Mémoires d'un papi auvergnat』（オーヴェルニュ語とフランス語のテキスト、2000年）

## 詩人
オーヴェルニュ語を使っている詩人。
- Louis Delhostal (1877-1933)
- Faucon, 『La Henriade de Voltaire, mise en vers burlesques par Faucon』, 『Le Conte des deux perdrix』
- Roy Gelles, 『Le Tirage』,『Le Maire compétent』
- Camille Gandilhon, 『Gens d'Armes』
- Ravel, 『La Paysade』
- Joan de Cabanas